# Borbély Sándor (irodalomtörténész)
Borbély Sándor (Budapest, 1941. december 2. – Budapest, 2004. január 23.) magyar irodalomtörténész, kritikus, szerkesztő, egyetemi tanár. A Magyar Írószövetség tagja volt.

## Életpályája
Gyermekkorát Debrecenben töltötte. Középiskolai tanulmányait Budapesten végezte el. 1959-ben érettségizett a budapesti Toldy Ferenc Gimnáziumban. 1959–1964 között a Kossuth Lajos Tudományegyetem Bölcsészettudományi Kar magyar-orosz szakán tanult. 1961-től publikált. 1964–1966 között a KISZ KB politikai munkatársa volt. 1966–1967 között a KISZ Központi Iskola tanáraként dolgozott. 1967–1969 között az Ifjúsági Lapkiadó Vállalat felelős szerkesztője, 1972–1976 között könyvszerkesztőségének vezetője volt. 1969–1970 között a Művelődésügyi Minisztérium főelőadója volt. 1970–1972 között a KISZ KB sajtóreferense volt. 1971-ben végzett a Marxizmus-Leninizmus Esti Egyetem szakosított tagozatán. 1976–1991 között a Móra Ferenc Könyvkiadó főszerkesztője, 1991–1994 között irodalmi vezetője volt. 1994–1999 között a Lord Könyvkiadó ügyvezető igazgatója volt. 1998-ban PhD-fokozatot szerzett. 1999-től az Illyés Gyula Pedagógiai Főiskola főiskolai tanára volt.
Irodalomtörténészként elsősorban XX. századi magyar gyermekirodalommal, szocialista magyar irodalommal, illetve Juhász Gyula, Nagy Lajos és Ady Endre munkásságával foglalkozott Több életrajzi kismonográfiát, népszerű irodalmi életrajzot írt, valamint versantológiákat szerkesztett.

## Családja
Szülei: Borbély Sándor MÁV-kalauz és Nagy Gizella voltak. 1966-ben házasságot kötött Debreczeni Ágnes középiskolai tanárral. Két lányuk született: Borbála (1969) és Márta (1971).

## Művei
- Vázlat Gulyás Pál portréjához (1964)
- A pályakezdő Gulyás Pál (1964)
- Juhász Gyula Atalantája Debrecenben (Irodalomtörténeti Közlemények, 1964)
- A Magyar Géniusz egy elfelejtett száma (Irodalomtörténet, 1970)
- Gellért Oszkár (kismonográfia; Budapest, 1976)
- Juhász Gyula (kismonográfia; Budapest, 1983)
- Így élt Nagy Lajos (életrajz; Így élt; Budapest, 1986)
- Tájékozódás (tanulmányok, kritikák; Budapest, 1986)
- Így élt Ady Endre (életrajz; Budapest, 1989; 2. javított kiadás; 1994)
- Klasszikusok rangrejtve (költőportrék és verselemzések; Budapest, 1996)
- Pályakép Juhász Gyuláról (PhD-értekezés; Debrecen, 1997)
- Az Ady-versek titkaiból (Új Dunatáj, 1997)
- Tükörkép Juhász Gyuláról. A Juhász Gyula című kismonográfia új kiadása (Budapest, 1999)
- Ady Endre (kismonográfia; Élet–mű–kalauz; Horpács, 2000)
- A szerelemittas Ady (Új Dunatáj, 2000)
- A Nyugat tájain (tanulmányok és műelemzések; Budapest, 2001)

### Szerkesztései
- Universitas’68. Egyetemi és főiskolai hallgatók antológiája (válogatta, szerkesztette; Budapest, 1968)
- Katonák – emberek. Antológia (válogatta, szerkesztette; Budapest, 1969)
- Universitas’70. Egyetemi és főiskolai hallgatók antológiája (válogatta, szerkesztette, Budapest, 1970)
- Ifjúsági aktivisták fóruma. KISZ-tankönyv (összeállította Kőhalmi Ferenccel és Vámos Györggyel; Budapest, 1972)
- Beszélgetés a forradalommal. Versmondók könyve (válogatta, szerkesztette; Budapest, 1977)
- Csoda. Magyar költők versei a gyermekekről. Antológia (válogatta, szerkesztette; illusztrálta: Kovács Tamás; Budapest, 1978)
- Gyermekeink. Versek. Bibliofil kiadás (válogatta, szerkesztette; Budapest, 1979)
- 222 új magyar vers. Antológia (válogatta, szerkesztette; Budapest, 1980)
- Gulyás Pál: Világító álom. Versek (válogatta, szerkesztette, utószó; illusztrálta: Szabados Árpád; Budapest, 1982)
- Óda a forradalomhoz. Irodalmi segédkönyv (válogatta, szerkesztette; Budapest, 1982)
- Asszonyaink arca. Irodalmi antológia (válogatta, szerkesztette; Budapest, 1983)
- Legkedvesebb versem. Egy korosztály antológiája (válogatta, szerkesztette; Budapest, 1984)
- Könyvek és könnyek. Juhász Gyula válogatott munkái (válogatta, szerkesztette, utószó; A magyar irodalom gyöngyszemei; Budapest, 1988)
- Szívem. Szerelmes versek minden égtájról (válogatta, szerkesztette; illusztrálta: Feledy Gyula; Budapest, 1989; 2. átdolgozott kiadás: 1993)
- Tünemény. Fele mese, fele vers. Antológia fél évszázad magyar gyermekirodalmából. 1940–1990 (válogatta, szerkesztette; Budapest, 1990)
- Az Úr érkezése. Klasszikus költőink istenes versei (válogatta, szerkesztette; Budapest, 1991)
- Kik írtak a gyerekeknek? A gyermek- és ifjúsági irodalom kislexikona A-tól Z-ig (összeállította; Diák kislexikon; Budapest, 1996)
- Ötven nagyon fontos „gyerekkönyv”. Műismertetések és műelemzések (Budapest, 1996; 2. kiadás: 2000)
- Huszonöt nagyon fontos novella (Budapest, 1997)
- Kortárs gyerekkönyvek. Műelemzések és műismertetések (szerkesztette Komáromi Gabriellával; Budapest, 2001)
- Szeretném ha szeretnének. Ady Endre szerelmei (Szerelmes magyar írók; Budapest, 2004)

## Díjai
- KISZ Érdemérem (1972)
- Ifjúságért Érdemérem (1976)
- Szocialista Kultúráért (1984)
- A Művészeti Alap irodalmi díja (1988)
- Bölöni György-díj (1988)
- IBBY-díj (1989)